# 穀山敏
穀山 敏（こくやま さとし、1958年9月12日 - ）は、日本の実業家、元北海道文化放送（UHB）アナウンサー、同社関連会社トップ·クリエーション代表取締役社長→相談役を務めた。

## 来歴・人物
北海道帯広市出身。北海道帯広柏葉高等学校を経て、1981年に明治大学商学部卒業後、テレビ岩手に入社。1988年、地元局の北海道文化放送（UHB）に移籍。UHBではスポーツ実況がメイン。フジ系列全国ネットのゴルフ、マラソン、スキージャンプ、プロ野球、バレー等を担当。1998年長野五輪はフジテレビの応援でジャンプ競技を中心にリポートを担当。その後事業部に異動、報道部を経てスポーツ部長、アナウンス部長を歴任。2014年同社関連会社トップ·クリエーション代表取締役社長に就任。2017年同社関連会社uhb企画と合併。2021年相談役に退き、2022年に退任。